# گرسفورد
گرسفورد (به انگلیسی: Gresford) یک منطقهٔ مسکونی در بریتانیا است که در شهرستان مستقل ورکسام واقع شده‌است. گرسفورد ۵٬۰۱۰ نفر جمعیت دارد.